# Matthias Sens
Matthias Sens (* 21. März 1944 in Schlieben) ist ein deutscher evangelischer Theologe und ehemaliger Regionalbischof.
Von 1965 bis 1971 studierte Sens Evangelische Theologie in Naumburg und Berlin. Nach der Ordination 1975 arbeitete er als Repetent und Assistent am Katechetischen Oberseminar Naumburg und als Referent für Ökumene in der Theologischen Studienabteilung beim Bund der Evangelischen Kirchen in der DDR. Während des Gemeindepfarramts in Niederndodeleben ab 1981 schloss er seine Dissertation ab, mit der er 1985 zum Dr. theol. promoviert wurde. 1986 übernahm er als Oberkonsistorialrat im Konsistorium der Evangelischen Kirche der Kirchenprovinz Sachsen den Arbeitsbereich „Ökumene, Mission, Weltverantwortung“. 1996 wurde er zum Propst des Sprengels Magdeburg-Halberstadt gewählt und trat im April 1997 sein Amt an, das später als Regionalbischof bezeichnet wurde. Von 2004 bis 2009 war Sens kommissarisch auch als Propst für den Sprengel Altmark tätig. Im März 2009 ging er in den Ruhestand.

## Werke
- mit Hans-Martin Moderow (Hrsg.): Orientierung Ökumene. Ein Handbuch. Evangelische Verlagsanstalt, Berlin 1979; 2. Aufl. 1987.
- mit Roswitha Bodenstein (Hrsg.): Über Grenzen hinweg zu wachsender Gemeinschaft. Ökumene in der DDR in den achtziger Jahren. Lembeck, Frankfurt am Main 1991.
- mit Konrad Raiser (Hrsg.): Canberra 1991. Ansprachen, Vorträge, Bibelstudien, Plenardarbietungen, Predigten, Botschaften, Initiativen von der 7. Vollversammlung des Ökumenischen Rates der Kirchen. Lembeck, Frankfurt am Main 1991.